# Thermeia
Thermeia (in greco Θέρμεια?; in turco Doğanköy) è un villaggio storico, oggi sobborgo di Kyrenia, a Cipro.  È sotto il controllo de facto di Cipro del Nord, dove appartiene al distretto di Girne, mentre de iure appartiene al distretto di Kyrenia della Repubblica di Cipro. Questo villaggio prima del 1974 è sempre stato abitato quasi esclusivamente da greco-ciprioti.
Thermeia nel 2011 aveva 868 abitanti.

## Geografia fisica
Il villaggio di Thermeia si trova a solo un chilometro a sud-est della città di Kyrenia.

## Origini del nome
Thermeia significa "luogo caldo" in greco. Nel 1975 i turco-ciprioti cambiarono il nome in Doğan köy, che significa "villaggio dei falchi". Secondo Goodwin, il villaggio si è sviluppato a partire da un'antica fattoria chiamata "Thermeia Çiftlik", quasi sempre abitata esclusivamente da greco-ciprioti.

## Monumenti e luoghi di interesse

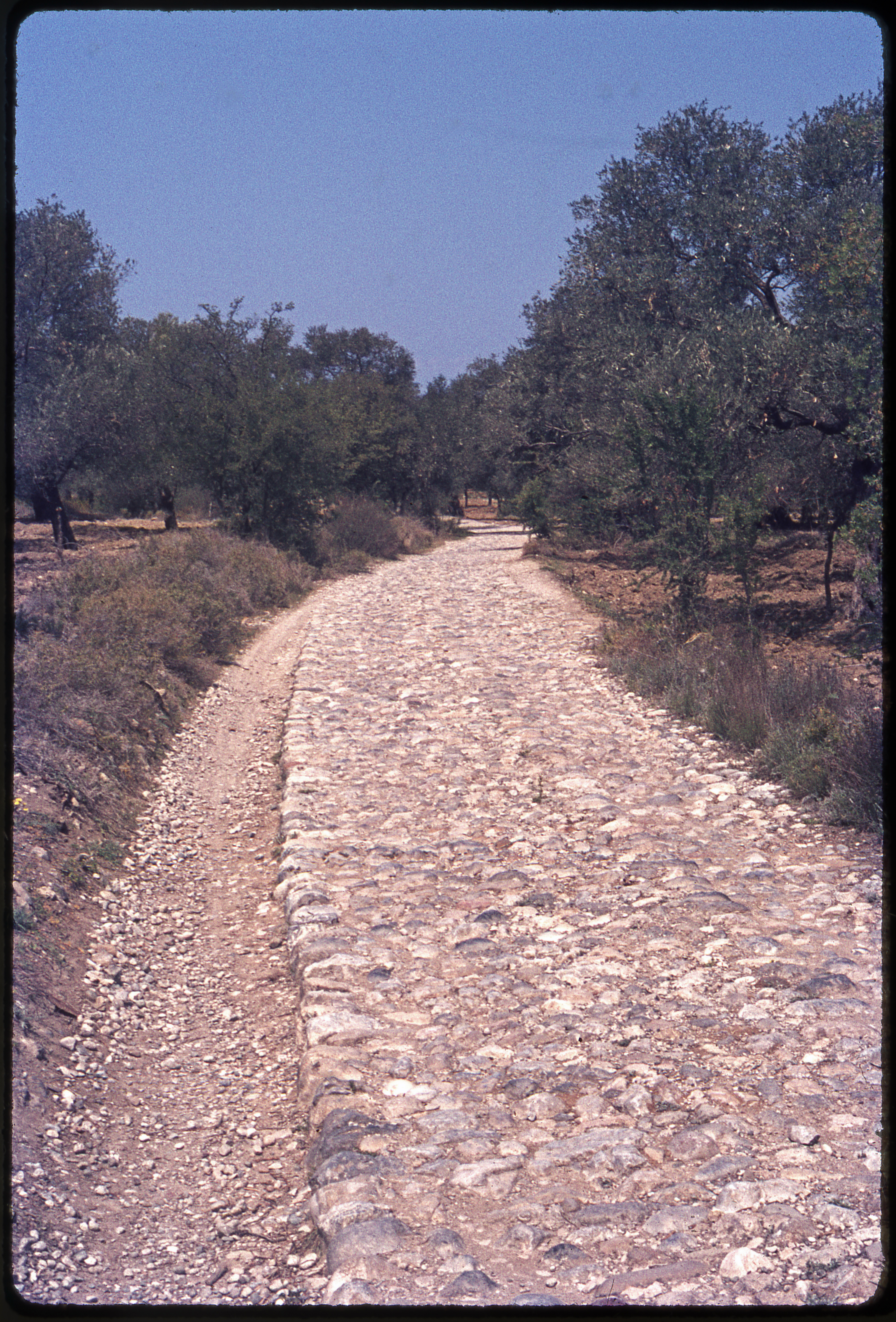
Strada acciottolata fra Thermeia e Kyrenia nel 1973, ora Zeytinli Sokak

### Architetture religiose
L'edificio più antico del villaggio è una piccola chiesa ortodossa dedicata alla Vergine Maria. La chiesa, che si affaccia su una gola del fiume, è stata costruita in diverse fasi. La cupola, risalente all'XI o al XII secolo, indica che l'edificio fu inizialmente progettato come una semplice chiesa a croce quadrata di tipo bizantino. La navata, così come la muratura che racchiude le pareti intorno alla base della cupola, furono costruite successivamente, probabilmente nel XV o XVI secolo, a giudicare dallo stile della porta nord. Il campanile all'angolo occidentale fu aggiunto più tardi, forse nel XVIII secolo. Aggiunte e sequenze simili si trovano in molte chiese cipriote, un buon parallelo è l'antica Agia Marina a Pyrga, Larnaca. Sia Jeffery che Gunnis riferiscono che nella chiesa di Doğanköy furono sepolti dei marinai inglesi, ma negli anni Settanta non c'era traccia delle loro tombe. Gunnis cita una "curiosa usanza" secondo la quale i bambini affetti da malaria venivano portati tre volte intorno alla chiesa e fatti rotolare avanti e indietro davanti alla porta occidentale.
All'interno, la chiesa è imbiancata e priva di decorazioni; il pavimento è stato dotato di piastrelle moderne negli anni Cinquanta o Sessanta. L'iconostasi risale al XIX secolo; le icone storiche sono state rimosse prima del 1974; la cornice stessa è stata danneggiata successivamente. Gli sforzi per riparare la chiesa sono iniziati nel 2000. Mentre il terreno esterno veniva ripulito dalle erbacce, sono stati rinvenuti alcuni cocci smaltati del XV o XVI secolo, che testimoniano la lunga vita dell'edificio e dell'insediamento. Accanto alla chiesa è stato rinvenuto anche un pilastro paleocristiano in marmo, forse proveniente da Lambousa.

### Architetture civili
Il villaggio vero e proprio si trova a ovest della chiesa, il che fa pensare che l'insediamento si sia spostato o che la chiesa fosse originariamente circondata dalle sue proprietà. Le case in pietra del villaggio conservano gli elementi gotici vernacolari che talvolta si trovano negli edifici residenziali tradizionali di Cipro; secondo Gunnis, la più antica risale al 1740 circa. Questa era la casa di famiglia di Dimitris Lipertis, noto per le sue poesie in dialetto cipriota. L'edificio è stato pesantemente restaurato nel 1971-72 dal Dipartimento delle Antichità, che ha ricostruito due stanze in rovina sul lato est della casa.

## Società

### Evoluzione demografica
Thermeia  è stata quasi sempre abitata esclusivamente da greco-ciprioti. All'inizio del secolo c'erano solo uno o due abitanti musulmani (turco-ciprioti) nel villaggio. La popolazione è cresciuta costantemente da 53 persone nel 1891 a 140 nel 1960.
La maggior parte degli abitanti del villaggio è stata sfollata nel 1974, quando a luglio sono fuggiti dall'esercito turco in avanzata verso la parte meridionale dell'isola. Alcuni residenti greco-ciprioti tentarono di rimanere nel villaggio durante la guerra del 1974. Nel novembre 1975, il numero di coloro che erano racchiusi nel villaggio era di nove persone. Il numero è sceso a tre famiglie nel febbraio 1976. Poco dopo, anche queste sono partite verso il sud dell'isola. Attualmente, come il resto dei greco-ciprioti sfollati, i greco-ciprioti di Thermeia sono sparsi in tutto il sud dell'isola. Il numero dei greco-ciprioti di Thermeia sfollati tra il 1974 e il 1976 è di circa 140 (135 nel censimento del 1973).
Oggi il villaggio è abitato principalmente da sfollati turco-ciprioti provenienti da diverse parti di Cipro. Nel villaggio vivono anche alcuni cittadini turchi e di paesi terzi. Dalla metà degli anni ottanta, molti cittadini europei e ricchi turco-ciprioti provenienti da altre zone del nord dell'isola hanno acquistato proprietà, costruito case e si sono stabiliti qui. Nei censimenti il villaggio è ora considerato parte della città di Kyrenia. Secondo il censimento turco-cipriota del 2006, la popolazione di Thermeia/Doğanköy era di 457 abitanti.